# چه کسی در اتاقم را می‌زند
چه کسی در اتاقم را می‌زند (انگلیسی:Who's That Knocking at My Door) با نام دیگر اول من صدا زدم
(انگلیسی:I Call First) فیلمی در ژانر درام و عاشقانه به کارگردانی مارتین اسکورسیزی است که در سال ۱۹۶۷ ساخته شد. این فیلم ۹۰دقیقه‌ای اولین فیلم ساختهٔ اسکورسیزی است که با بودجهٔ ۷۵٫۰۰۰ دلار ساخته شد.

## داستان
«جی. آر» یک ایتالیایی آمریکایی عادی است که در خیابانها نیویورک سرگردان شده. او با دختری آشنا شده و تصمیم به ازدواج با او می‌گیرد اما وقتی متوجه می‌شود یکبار به او تجاوز شده نمی‌تواند این اتفاق را بپذیرد…

## بازخورد
این فیلم جزو اولین فیلم‌هایی است که توسط منتقد مشهور سینما راجر ایبرت نقد شد. او این فیلم را یک تجسم شگفت‌انگیز از زندگی در آمریکا توصیف کرد و از ورود یک کارگردان مهم در سینما خبر داد.